# Aphalanthus conradti
Aphalanthus conradti är en skalbaggsart som beskrevs av Hermann Julius Kolbe 1893. Aphalanthus conradti ingår i släktet Aphalanthus och familjen långhorningar.
Artens utbredningsområde är Malawi. Inga underarter finns listade i Catalogue of Life.